# Los misterios de Laura
Los misterios de Laura (traduzione letterale: "I misteri di Laura"), conosciuta in origine con il titolo Madres y detectives (traduzione letterale: "Madri e detective"), è una serie televisiva spagnola.

## Il telefilm
La serie è creata da Javier Holgado e Carlos Vila e prodotta dal 2009 al 2014 da Ida y Vuelta P.F. Protagonista, nel ruolo di Laura Lebrel, è l'attrice María Pujalte; altri interpreti principali sono Fernando Guillén Cuervo, Oriol Tarrasón, César Camino, Laura Pamplona, Raúl del Pozo, Juan del Pozo e Beatriz Carvajal.
La serie consta di 3 stagioni, per un totale di 32 episodi.
In Spagna, la serie è stata trasmessa in prima visione dal gruppo televisivo RTVE e da Boomerang TV. Il primo episodio fu trasmesso in prima visione il 27 luglio 2009; l'ultimo, il 4 aprile 2014.
La serie ha avuto anche degli adattamenti in altri Paesi.

## Trama
Protagonista della serie è Laura Lebrel, una ispettrice di polizia, separata dal compagno, nonché suo collega, Jacobo Salgado, e madre di due gemelli di cinque anni, Carlos e Javi.

## Episodi
| Stagione         | Puntate | Prima TV Spagna | Prima TV Italia |
| ---------------- | ------- | --------------- | --------------- |
| Prima stagione   | 6       | 2009            | inedita         |
| Seconda stagione | 13      | 2011            | inedita         |
| Terza stagione   | 13      | 2014            | inedita         |

TV movie: 13/01/2022

## Premi e riconoscimenti
- 2012: Nomination ai Premi Zapping come miglior serie televisiva[7]

## Adattamenti
- The Mysteries of Laura, serie televisiva statunitense del 2014, con protagonista Debra Messing[8]
- I misteri di Laura, serie televisiva italiana del 2015 con protagonista Carlotta Natoli[9]